# Insectarium de La Réunion
L'insectarium de La Réunion, également appelé insectarium du Port, était un insectarium situé au Port, dans le nord-ouest de l'île de La Réunion, département d'outre-mer français dans l'océan Indien. Il a été fondé en 1992 dans le cadre d'une collaboration entre des entomologistes amateurs et les services communaux de la municipalité de la ville de Le Port. Depuis 2016, l'Insectarium est définitivement fermé.